# 中国人民政治协商会议全国委员会办公厅秘书局
中国人民政治协商会议全国委员会办公厅秘书局（简称全国政协办公厅秘书局），是中国人民政治协商会议全国委员会机关的工作部门之一，隶属中国人民政治协商会议全国委员会办公厅。

## 沿革
1949年10月中国人民政治协商会议第一届全国委员会第一次会议召开后设立中国人民政治协商会议全国委员会秘书处，下设若干科（室、组）。1980年12月30日，经第五届全国政协常委会第十四次会议决定，成立中国人民政治协商会议全国委员会办公厅，下设秘书处、外事处、人事处、信访处。 
1983年，办公厅被明确为正部级机构，下设8个局级机构，其中包括秘书局。

## 机构设置
- 总值班室[2]
- 会议处[3]
- 综合处
- 文电机要处
- 档案处[4]

## 历任领导
| 局长 - 马永顺（？—1988年） - 张道诚（？—？） …… - 金学锋（2002年10月—2007年4月） - 杨小波（2008年—2017年6月，兼信息中心主任） - 刘晓冰（2017年—） 巡视员 | 副局长 …… - 刘正东（1997年9月—2000年6月） - 金学锋（2000年6月—2002年10月） - 杨小波（2002年—2008年，2006年起主持工作） - 郑燕军（？—？） - 唐柳成（？—？） - 洪光（？—） 副巡视员 …… - 王南燕（？—？） - 杨兵（？—？） |